# Richard Wegler
Richard Wegler (* 8. Juli 1906 in Beilstein, Landkreis Heilbronn; † 14. September 1999) war ein deutscher Chemiker.

## Leben und Wirken
Richard Wegler wurde am 7. Juli 1906 als Sohn von Berta Wegler und des Volksschullehrers Robert Wegler geboren. Er studierte an der TH Stuttgart, schloss dort als Diplom-Chemiker das Studium ab und seine Dissertation, mit der er zum Dr.-Ing. promoviert wurde. 1931 habilitierte er sich. 1938 trat er in das Bayer-Werk der I.G. Farben ein. 1959 wurde er zum Leiter des wissenschaftlichen Forschungslabors (chemische Pflanzenschutzforschung) im Bayer-Werk Elberfeld ernannt und wirkte dort bis 1969 als Direktor. Wegler beschäftigte sich vor allem mit Pflanzenschutzmitteln. Ab 1969 war er Honorarprofessor für Organische Chemie an der TH Aachen.
Seit 1970 gab er mit anderen die Reihe Chemie der Pflanzenschutz- und Schädlingsbekämpfungsmittel heraus.
Richard Wegler war evangelisch, ab 1938 mit Gerda Wegler, geborene Möller, verheiratet, und hatte drei Kinder (Günter, Dieter und Monika). Er lebte in Leverkusen im Rheinland.